# Shantaks
Gli Shantaks sono creature immaginarie appartenenti all'universo lovecraftiano.
Si tratta di animali volanti dotati di ali squamate, come il resto del corpo. Per corporatura e possenza questi esseri non sono molto dissimili dai cavalli anche se pare che si nutrano di carne.
Vivono in cima alle montagne e si muovono in stormi: Lovecraft stesso li classifica come uccelli. Questi esseri sono considerati leggendari e obbediscono al dio Nyarlathotep, detto il caos strisciante.
Gli Shantaks possono essere cavalcati e vengono cacciati dal dio Nodens.
Compaiono nell'opera di Lovecraft La ricerca del misterioso Kadath (1926).

## Descrizione
Nel racconto La ricerca del misterioso Kadath, Lovecraft scrive:

Non erano uccelli o pipistrelli come se ne possono vedere sulla Terra o nel mondo dei sogni, poiché erano più grossi di un elefante e avevano crani simili a quelli dei cavalli (H.P. Lovecraft, H.P. Lovecraft: tutti i racconti 1923-1926, Arnoldo Mondadori Editore, Milano, 1991).